# 차문희
차문희(車文熙, 1951년 ~ , 충남 서천)은 국가정보원의 전직 공무원이다. 1979년 공채로 입사해 1급까지 승진 후 2007년 퇴직했으며 2012년 정보교육원 국내정보연구실장으로 재기용된 후 국가정보원 제2차장을 역임한 바 있다.

## 학력
- 중동고등학교 졸업
- 동국대학교 정치외교학 학사

## 경력
- 1979년 : 중앙정보부 입부
- 국가정보원 대전지부장
- 국가정보원 협력단장
- 2007년 : 국가정보원 퇴직
- 2012년 2월 : 정보교육원 국내정보연구실장[5]
- 2012년 5월 ~ 2013년 3월 : 국가정보원 제2차장
- 2014년 5월 ~ : 동국대학교 석좌교수